# 柏法茨D-XII戰鬥機
柏法茨D-XII雙翼戰鬥機是在第一次世界大戰時由德國柏法茨飛機公司（Pfalz Flugzeugwerke）研製的雙翼戰鬥機。
柏法茨公司原是一家在巴伐利亞專門從事金屬零件鑄造的工廠，1913年6月3日開始生產飛機，而在其航空業務當中除了初期仿製過法國的莫蘭-索尼耶H單翼機而成為其柏法茨E單翼戰鬥機，其餘就以代工生產LFG羅蘭公司的飛機，柏法茨D-XII戰鬥機是該公司為了1918年6月，為了在德國軍方的「新型戰鬥機大賽」當中獲勝而得訂單所研發，但這種戰鬥機卻一直被福克D-VII戰鬥機比下去。

## 基本資料
- 機長：6.35米
- 翼展：9米
- 機高：2.7米
- 空重：716公斤
- 載重：897公斤
- 翼面積：21.7平方米
- 發動機：1俱戴姆勒D-IIIa6汽缸直立型水冷式發動機（馬力=180匹）
- 昇限：5600米
- 最快時速：170公里/小時
- 航程：370公里
- 武裝：2支在發動機上方的7.92毫米口徑IMG-08機槍
- 乘員：1人

## 發展簡史和設計特點

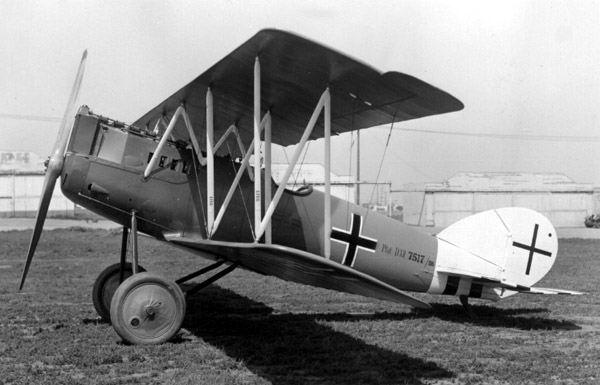
柏法茨D-XII戰鬥機

柏法茨D-XII戰鬥機是把原先柏法茨D-III戰鬥機的機身加上擄獲自法軍的斯柏特S-VII戰鬥機的機翼，所不同的是機頭由於加裝了一個散熱器而令其外表有所改變，其發動機是戴姆勒D-IIIa，這是原先柏法茨D-III戰鬥機所使用的發動機的改良型，至於為何要採用法式機翼設計是因為這種法軍戰鬥機的機翼設計被評為「機翼結構設計頗為合理」，這對原本受到機翼斷裂事故影響的德軍戰鬥機極為重視。
德國著名飛行員烏德特評價:柏法茨D-XII戰鬥機承繼自柏法茨飛機結構堅固的優點，適合作高速俯衝攻擊而合乎當下德國戰鬥機的戰術。

## 實戰
1918年7月，柏法茨D-XII戰鬥機開始量產，而和以往的柏法茨飛機一樣被優先裝備巴伐利亞的航空隊，之後也裝備給其他航空隊以補福克D-VII戰鬥機在數量上的不足，但和福克相比，柏法茨D-XII戰鬥機在平飛速度和格鬥性能方面都差於福克D-VII，套用飛行員魯道夫·斯塔克的話:
除非迫不得已，無人願意駕駛柏法茨D-XII戰鬥機參戰，非要駕駛不可的話要努力保持追得上隊友的福克D-VII，也許當俯衝時可以飛得快些，但當要轉彎格鬥時較為笨拙，根本不能和福克D-VII相比。
除此之外，柏法茨D-XII戰鬥機還存在機輪支架在降落時容易折斷，起飛時要滑行的距離過長，操縱感沉重而容易失速，在地上的維修要比福克D-VII花更多時間，由於有這些缺點，在前線柏法茨D-XII戰鬥機主要用作誘敵，福克D-VII負責攻擊。

## 流行文化
第一次世界大戰後有175架柏法茨D-XII戰鬥機成為戰勝國的戰利品，美國人霍華德·休斯在1930年拍攝了一部空戰電影地獄天使，當中就用了柏法茨D-XII戰鬥機作為拍攝道俱。

## 使用國家
- 德意志帝國
- 波蘭
- 美国